# Kelp
Kelpy jsou řasy patřící mezi chaluhy (Phaeophyceae) řádu Laminariales (čepelatky), které zahrnují asi třicet rodů. Kelpy vytvářejí v mělkých oceánech rozsáhlé podvodní porosty, tzv. kelpové lesy. Zřejmě se objevily v miocénu, před 5 až 23 miliony let. Tyto řasy potřebují ke svému vývoji vodu bohatou na živiny a teplotu mezi 6 °C a 14 °C. Rostou velice rychle – rostliny rodů Macrocystis a Nereocystis mohou povyrůst až o půl metru denně a dorůstat 30 až 80 metrů.

## Stavba
Stélka většiny kelpů sestává z plochých, listům podobných struktur. Kelpy mají příchytný orgán, který je ukotvuje v substrátu na dně oceánu. Stélky některých druhů jsou nadnášeny dutými měchýřky naplněnými plynem.

## Životní cyklus
Pro kelpy je typická rodozměna, tedy střídání haploidního gametofytu a diploidního sporofytu. Haploidní fáze začíná ve chvíli, kdy dospělý organismus uvolní velké množství spor, ze kterých se vyvíjí samčí a samičí gametofyty. Pohlavní rozmnožování
dává vzniknout sporofytu, ze kterého se vyvine dospělá řasa.

## Ekologie
Kelpy mohou tvořit husté lesy, které jsou druhově velice bohaté a plní významnou ekologickou funkci. Podél norského pobřeží se tyto lesy rozkládají na 5800 km² příbřežních vod a poskytují útočiště mnoha živočichům. Na stélkách jsou uchyceny četné sesilní organizmy (např. mořské houby, pláštěnci nebo mechovci). V plně vyvinutých kelpových lesích se na stélkách a příchytných orgánech kelpů vyskytuje více než 100 000 bezobratlých organismů na metr čtvereční. Větší bezobratlí, zejména mořští ježci druhu Strongylocentrotus droebachiensis, rádi kelpové porosty spásají, přestože uvnitř hustých kelpových lesů se příliš nevyskytují.

## Komerční využití
Kelpy se díky jejich výskytu v mělkých vodách a růstu stélek až k vodní hladině poměrně snadno těží. Kelpový popel je bohatý na jód a zásadité látky a může být využit při výrobě mýdla nebo skla. Až do začátku 19. století, kdy se uhličitan sodný začal zpracovávat průmyslově, bylo ve Skotsku pálení kelpu jedním z jeho hlavních zdrojů. Kyselina alginová, polysacharid získávaný z kelpu, se používá ke zpevnění zmrzlin, želé, dresinků nebo zubních past. Alginátový prášek často je používán zubaři a ortodonty při snímání otisků.
Konbu (Saccharina japonica a další), tedy několik druhů tichomořských řas, je velice důležitou složkou čínské, japonské a korejské kuchyně. Konbu se používá k dochucení vývarů, dušených pokrmů i rýže a také jako zelenina. Průsvitné kelpové plátky se používají jako poživatelný dekorativní obal rýže a dalších jídel.
Pro svůj vysoký obsah jódu se některé druhy kelpu už od středověku používají k léčbě zvětšené štítné žlázy.
Skupina výzkumníků z univerzity v Newcastlu v roce 2010 uskutečnila laboratorní pokusy, při kterých se kyselina alginová, obsažená v kelpu, ukázala být účinným prostředkem na hubnutí.

### Zdroj obnovitelné energie
Kelp má velké přírůstky a při tlení uvolňuje poměrně velké množství methanu a také sacharidů, které mohou být přeměněny na ethanol. Existují návrhy na zřízení velkých kelpových farem na otevřeném moři, které by mohly sloužit jako zdroj obnovitelné energie. Na rozdíl od jiných biopaliv, například kukuřičného lihu, kelpové porosty logicky nevyžadují zavlažování.